# The Rainbow Project de Namibia
The Rainbow Project de Namibia (del inglés, El Proyecto Arcoíris de Namibia), también conocida como Namibia's Rainbow Project, fue una organización no gubernamental que abogaba por los derechos y la aceptación de la comunidad LGBT en Namibia. Proporcionó recursos a comunidades marginadas y trabajó para contrarrestar la homofobia y la discriminación contra las minorías sexuales en la comunidad de Namibia. En sus inicios, TRP era la única organización de este tipo que se centraba en la injusticia y el abuso de todas las minorías sexuales en el país; diferenciándose de otras organizaciones LGBT prominentes de Namibia, como Sister Namibia, que apoyaba principalmente a las lesbianas.
TRP se centraba en distribuir recursos para toda la comunidad LGBT, en diferentes sectores como la educación, los servicios sociales y el asesoramiento para la prevención del suicidio. Trabajaba como apoyo y empezó a documentar crímenes de odio contra minorías sexuales en 2006. TRP trabajaba para eliminar los estereotipos negativos de la comunidad. Ejemplos notables incluyen respuestas a informes oficiales del gobierno que demuestran que las personas heterosexuales que mantienen relaciones sexuales sin protección son los principales transmisores del VIH en Namibia y promover estrategias de prevención del VIH/SIDA sensibles a las experiencias de las minorías sexuales y libres de información homófoba y errónea.

## Orígenes
De 1915 a 1989, Namibia estuvo gobernada por Sudáfrica y bajo el gobierno de apartheid de ese país, la homosexualidad estaba ilegalizada y era condenada. Cuando Namibia se independizó y la SWAPO llegó al poder, los namibios LGBT esperaron poder vivir en paz finalmente. Aunque la SWAPO tenía una plataforma política de "igualdad para todos los namibios", las personas LGBT no disfrutaron de esa igualdad bajo su liderazgo.
En 1996, se formó el Rainbow Project en respuesta a lo que se consideraba homofobia política por parte de la SWAPO.Ashley Currier describió la discriminación de SWAPO como una discriminación contra la comunidad LGBT y las mujeres, caracterizando su liderazgo como "masculinista" y utilizando la homofobia política como forma de mantener el status quo.TRP colaboró con Sister Namibia para responder a los ataques públicos, tanto verbales y físicos, sucedidos contra las minorías sexuales del país, desarrollando redes con organizaciones internacionales de derechos humanos y LGBT para llamar la atención nacional sobre la "invisibilidad" de su comunidad. Aunque la mayoría de los namibios experimentaron hasta cierto punto "una realidad material social y económica con una prevalencia alta de VIH, violencia sexual, desigualdad de género, tribalismo y falta de puestos de trabajo", este impacto fue aun mayor para la comunidad LGBT. 
Las personas fundadoras de TRP fueron en su mayoría personas blancas y coloured de clase media, no namibios y pertenecientes al colectivo LGBT. En 1997, las personas de la organización eran principalmente jóvenes, namibios negros y desempleados, tras ser dejada de lado por muchos de sus integrantes iniciales. Dado que en este momento, muchos de sus integrantes estaban experimentando dificultades económicas, empezaron a surgir debates sobre si TRP debería expandir los servicios sociales que ofrecía y limitar sus campañas públicas pidiendo una reforma legal. Al año siguiente, se formaron grupos de afinidad en TRP que satisfacían necesidades específicas de sus integrantes; entre ellos el Grupo de Mujeres (más tarde conocido como Grupo de Identidades Diferentes), el Grupo de Expertos Masculino y la Juventud Arcoíris.

## Defensa por los derechos LGBT
La defensa por el colectivo LGBT de TRP comenzó con protestas públicas y conferencias de prensa que hablaban de la lucha contra la homosexualidad del gobierno, organizando testimonios públicos para fomentar la "expresión sexual abierta en la sociedad namibiana en general". La organización comenzó a realizar foros públicos durante la Semana Anual de Concienciación de los Derechos Humanos en Namibia en 2000.

### Talking Pink
Talking Pink de TRP fue un programa de radio semanal galardonado que presentaba temas LGBT. En 1999, después de que el ministro del Interior, Jerry Ekandjo, afirmara que no había personas homosexuales en Namibia, el programa transmitió un episodio especial con una grabación de las palabras de Ekandjo seguida de una grabación de integrantes de TRP declarando sus identidades étnicas y sexuales". Talking Pink se convirtió más tarde en un medio por el que las personas de Namibia podían conocer películas de temática LGBT.

### Campaña de reforma de la ley anti-sodomía
En 1998, TRP comenzó a organizar su primera campaña pública de reforma legal para abordar la despenalización de la sodomía. Según la organización, la ley contra la sodomía "se heredó del régimen colonial". Activistas LGBT del Proyecto de Igualdad de Gays y Lesbianas de Sudáfrica colaboraron con TRP para desarrollar un plan para la campaña a la luz del clima político volátil de Namibia con respecto a las personas que se identificaban como LGBT. El Centro de Asistencia Legal de Namibia también consultó con TRP la mejor forma de proceder con su campaña. El CAL, inicialmente en nombre de TRP, trabajó para aclarar la interpretación y aplicación de las leyes contra la sodomía por parte del fiscal de Namibia. Posteriormente, el centro continuó la campaña pública sin TRP, ya que la visibilidad de este último los convirtió en blanco del creciente antagonismo en contra de la homosexualidad de la SWAPO.
La hostilidad de los miembros de la SWAPO hacia la comunidad LGBT, que iba desde amenazas hasta mayores penas por sodomía y llamados a la policía para "eliminar a los homosexuales de Namibia", aumentó entre 1998 y 2000.A la luz de la respuesta de la SWAPO, la campaña pública se redujo a obligar a los funcionarios públicos a aclarar cómo se haría cumplir la ley. Sin embargo, desde al menos 2006, el director de TRP, Ian Swartz, continuó condenando públicamente la criminalización de la sodomía en el país: "El gobierno debería ser llevado a los tribunales por la legislación sobre sodomía entre hombres... ¿Cómo es posible que con una historia como la nuestra en la que la gente ha sido deshumanizada, nosotros, 15 años después de la independencia, vivamos una situación en la que el gobierno decide con quién se debe tener relaciones sexuales y criminaliza el comportamiento sexual entre dos adultos que lo consienten?".

### Lucha contra la anti-homosexualidad de la SWAPO
En un discurso pronunciado el 26 de agosto de 2005 en el Día de Namibia, la viceministra de Asuntos Internos e Inmigración, Teopolina Mushelenga, dijo que "las lesbianas y los homosexuales habían traicionado la lucha por la libertad de Namibia, eran responsables de la pandemia del VIH/SIDA y eran un insulto para la cultura africana". Outright International, una organización internacional de derechos humanos LGBTQ con sede en Nueva York, informó de que tres organizaciones, Gays y Lesbianas de Zimbabue (GALZ), Sister Namibia y TRP, habían emitido respuestas individuales ante el discurso de Mushelenga. El 8 de septiembre de ese año, el comunicado de TRP condenó el discurso de Mushelenga como un "ataque directo contra los derechos civiles del pueblo lésbico, gay, bisexual y transgénero (LGBT) de Namibia". La organización pidió la dimisión del ministro y presidente de Namibia, Hifikepunye Pohamba, afirmando que el respaldo de Mushelenga ante la homofobia representaba una amenaza para todas las personas de Namibia.
The Rainbow Project emitió una declaración en julio de 2006 condenando al expresidente de la SWAPO, Sam Nujoma, por llamar "homosexual" al fundador y director de la Sociedad Nacional de Derechos Humanos, Phil ya Nangoloh. Mientras estuvo en el poder, la SWAPO llevó a cabo una represión autorizada por el gobierno de personas identificadas y sospechosas de ser LGBT en toda Namibia.TRP dijo que el uso del término "homosexual" por parte de Nujoma para referirse a ya Nangoloh era un intento de utilizarlo "como chivo expiatorio para desviar la atención de las actuales controversias dentro de la propia SWAPO", apelando a Pohamba a condenar el ataque verbal y "mantener la postura de su gobierno a favor de los derechos humanos".

## Contribuciones
TRP abrió y operó un refugio para personas sin hogar, un centro de recursos y un comedor comunitario para abordar las dificultades sociales y económicas de la Juventud Arcoíris. Desde finales de la década de 1990 hasta 2007, su comedor de beneficencia abrió dos veces a la semana y en su mayoría, atendió a integrantes jóvenes, negros y desempleados. El centro de recursos proporcionó y mantuvo materiales de entretenimiento y una colección de literatura sobre prácticas sexuales seguras, VIH/SIDA y organizaciones internacionales de derechos humanos LGBT. Realizó reuniones organizativas, foros públicos y testimonios de salida del armario, eventos sociales comunitarios y talleres de empoderamiento sobre identidad sexual y de género, autoestima e imagen corporal. En 2007, debido a su uso por jóvenes sin hogar no identificados como LGBT, el refugio cerró.
Los talleres de empoderamiento dirigidos por TRP incluyeron capacitación en autoconciencia, que consistió en "enseñar a distinguir entre identidades lésbicas, gays, bisexuales y transgénero; la exploración de ideas de la homosexualidad tradicional en términos de identidad étnica; reconciliación con ser lesbiana o gay con el cristianismo; y alentó las discusión sobre deseos sexuales para combatir la vulnerabilidad a la infección por VIH". En los talleres, se contaban (y volvían a contar) de forma pública historias de salida del armario para la Juventud Arcoíris.
Los talleres que abordaban el tema de la tensión social entre identidades religiosas y sexuales y la persecución religiosa llevaron a la creación en 2003 del Proyecto de Asistencia a Namibia. A través de esta iniciativa, junto con la asociación Inclusive and Affirming Ministries, TRP "ofreció formación religiosa cristiana para ayudar a aliviar las incertidumbres morales entre la identidad sexual y cristiana". A los eventos sociales de la comunidad de TRP, como a sus noches de cine, asistían mujeres que no se identificaban como LGBT porque proporcionaban un espacio agradable y seguro en el que no eran molestadas por hombres heterosexuales.

## Desafíos
Aunque TRP proporcionó talleres, literatura y asesoramiento para fomentar prácticas sexuales seguras entre las personas de Namibia que eran parte del colectivo LGBT, se argumentó que la falta de información no podía considerarse el único factor disuasorio para tener sexo de forma más segura. Los autores de Unravelling Taboos: Gender and Sexuality In Namibia (del inglés: Desentrañando tabúes: género y sexualidad en Namibia) escribieron que la escasez de recursos económicos, la desigualdad de género y el estigma social plantean dificultades para practicar sexo seguro que TRP no abordaba. El trabajo de educación sobre el VIH de la organización con jóvenes LGBT encontró dificultades por parte de hombres que se identificaban a sí mismos como heterosexuales y que tenían relaciones sexuales homosexuales en las que se negaban a usar condones porque creían que el VIH era una enfermedad que solo los homosexuales podían contraer.

## Críticas
Robert Lorway publicó Namibia's Rainbow Project (del inglés: el Proyecto Arco Iris de Namibia) en 2015, examinando las consecuencias no deseadas del giro neoliberal de la organización a partir de 2007.El principal donante de TRP era Hivos de los Países Bajos; la mayoría de los dirigentes de Hivos se autoidentificaban como sudafricanos blancos o de color con educación universitaria, y la Juventud Arcoíris de TRP estaba compuesta por namibios negros pobres sin educación universitaria. Lorway, un médico antropólogo que trabaja con la Juventud Arcoíris escribió que el cambio organizacional era inconsistente con las preocupaciones de las personas que integraban TRP. Describió una reunión de febrero de 2008 en la que la Juventud Arcoíris expresó sus quejas con la nueva dirección de la organización y escribió que no produjo la emancipación social y económica que buscaban. Lorway describió este periodo como el resultado de "el choque involuntario de TRP con acuerdos de poder neoliberales más amplios que estaban teniendo lugar en el sur de África en ese momento", y describió las "consecuencias no deseadas" de la intervención LGBT de TRP como "el intento de que las mujeres se convirtieran en 'hombres' para escapar de la violencia sexual que conduce a la intensificación de su opresión a manos de los hombres; los anhelos de 'hombres reales' por parte de jóvenes varones femeninos que anhelan amor, intimidad y aceptación social que termina en un grave deterioro físico y sexual; el abuso y la fetichización de las élites homosexuales locales y extranjeras por parte de jóvenes empobrecidos en busca de una mayor movilidad social y libertad erótica que resulta en la pérdida del poder de negociación durante los intentos de tener sexo de forma más segura".
En Out in Africa, Ashley Currier escribió que TRP y organizaciones regionales similares no podrían funcionar sin estos donantes privados "del norte"; ya que proporcionaban recursos para mantener espacios seguros, lo que brindó visibilidad a la comunidad.Sin embargo, para mantener esta financiación, se esperaba que las organizaciones adaptaran la "estructura jerárquica y la toma de decisiones centralizada" de las ONG occidentales para demostrar que eran dignas de financiación (lo que las hacía menos transparentes para las comunidades a las que servían). Mientras la organización se centraba en los derechos legales y el reconocimiento de las personas LGBT en Namibia, algunos miembros locales criticaron su cambio del trabajo social a la acción política.